# Répay András
Répay András (Görbeszeg, 1829. november 16. – Ruttka, 1914. április 1.) görög katolikus tanítóképzői tanár.

## Életpályája
Az első osztályt Ungváron, a másodikat a katolikus főelemi iskolában végezte el. A gimnázium 1-6. osztályát is Ungváron végezte el. 1849–1850 között az osztrák hadseregtől menekülve Ungvárról Szegedre ment. Ezután a temesvári szeminárium papnövendéke lett. Otthagyta az intézetet, és visszatért Ungvárra. 1857-ben Budapestre ment. Popovics Vazul püspök hívására visszatért Ungvárra. 1857–1858 között a tanévet a kassai tanítóképzőben töltötte; itt népiskolai képesítést kapott. A püspök Bécsbe küldte tanulni. Bécsi tanulmányútja után hazament. A nagykállói városi alreáliskolában lett tanító. Ezután Ungban gyermeknevelő lett. 1862–1895 között az ungvári görög katolikus kántor tanítóképző intézet tanára volt. 1868-tól részt vett minden egyetemes és országos gyűlésen. 1879-től az általános néptanító-egyesület elnöke volt. Nyugdíjasként Kassán, Kolozsváron, Ungváron és Ruttkán élt. Az Ucsitely ruszin tanügyi lap szerkesztője volt.

## Magánélete
1866. augusztus 14-én házasságot kötött Plotényi Vilmával. Plotényi Nándor (1844–1933) zongoraművész és zeneszerző sógora volt.